# Parafia Podwyższenia Krzyża Świętego w Kazaniu
Parafia Podwyższenia Krzyża Świętego w Kazaniu – rzymskokatolicka parafia znajdująca się w Kazaniu, w diecezji św. Klemensa w Saratowie w dekanacie baszkirsko-orenbursko-tatarstańskim. Parafię prowadzi Instytut Słowa Wcielonego.

## Historia
Katolicy w rejonie Kazania pojawili się w XVIII w. w wyniku kolonizacji dorzecza Wołgi przez niemieckich osadników. W XIX w. katolicy byli również narodowości polskiej. Od 1858 istniał w mieście katolicki cmentarz, na którym w 1885 wybudowano kaplicę pw. Męki Pańskiej. Parafia prowadziła towarzystwo charytatywne, bezpłatną szkołę parafialną (otwartą 6 stycznia 1907), której głównym celem było zachowanie kultury polskiej wśród polskich dzieci wywodzących się z ubogich rodzin. W 1914 parafia liczyła 8000 osób (wraz ze stacjonującymi w mieście żołnierzami).
W 1921 kościół został rozgrabiony, a w 1927 zamknięty przez komunistów. Podobny los spotkał cmentarz.
Parafia odrodziła się w 1995. Początkowo prowadzona była przez misjonarzy Instytutu Słowa Wcielonego z Argentyny. Msze święte początkowo odbywały się w wynajmowanym mieszkaniu, a od 1998 w wyremontowanej kaplicy pw. Męki Pańskiej na cmentarzu (zwróconej przez władze w 1996).
Nie został zwrócony kościół, który obecnie należy do Kazańskiego Uniwersytetu Państwowego i służy jako tunel aerodynamiczny. W zamian za ten budynek władze miasta w 1999 przekazały parafii działkę pod budowę nowej świątyni. Nowy kościół został konsekrowany 29 sierpnia 2008 przez dziekana Kolegium Kardynalskiego kard. Angelo Sodano.